# Peter Temple (2e baronnet)
Peter Temple, 2e baronnet (15 octobre 1592 - 12 septembre 1653) est un homme politique anglais qui siège à la Chambre des communes de 1640 à 1653. Il est parlementaire pendant la guerre civile anglaise.

## Famille
Temple est le fils de Thomas Temple, 1er baronnet, de Stowe et de sa femme Hester Sandys, fille de Miles Sandys. Il hérite de la baronnie à la mort de son père en 1637.
Temple épouse Ann Throckmorton, fille de Arthur Throckmorton de Paulerspury, Northamptonshire. Il a deux filles de sa première femme ; l'aînée, Anne, survit jusqu'à un âge avancé tandis que la plus jeune, Martha, est décédée en bas âge. Il se remarie à Christian Leveson, fille de John Leveson et ils ont plusieurs enfants. l'aînée, Frances, épouse le comte de Londonderry. Le fils aîné de Peter, Richard Temple, lui succède au rang de baronnet.
Il a une querelle de longue date avec sa fille Anne, qui épouse Thomas Roper, 2e Roper vicomte Baltinglass, sans la permission de son père. Anne et son mari poursuivent Peter et son héritier, Richard, pour son héritage par le biais de sa mère, Anne Throckmorton Temple.

## Fonctions publiques
En 1634, il est haut shérif du Buckinghamshire et est par conséquent responsable de la collecte de l'impôt controversé du navire dans le Buckinghamshire.
En avril 1640, Temple est élu député de Buckingham au Court Parlement. Il est également élu pour Buckingham en novembre 1640 au Long Parlement. Il prend le parti des parlementaires et se bat pour eux pendant la guerre civile  bien que sa femme, Christian, soit sympathisante royaliste. Il est nommé juge au tribunal qui jugé Charles Ier, mais n'assiste à aucune session .

## Relation avec son père
Il est accusé par son père de "gaspiller de l'argent en jouant, en buvant et en d'autres extravagances". Il croit que son père préfère son jeune frère, John, à lui. Dans les années 1620, alors que son père envisage de vendre une terre afin de réduire ses dettes, Peter, lui-même lourdement endetté, s'adresse à la Cour de chancellerie pour empêcher la vente. Finalement, l'affaire juridique entre le père et le fils est réglée dans les années 1630 par un arbitre. Thomas est autorisé à vendre le terrain, mais il doit faire un paiement à Peter. Le père et la mère de Peter, Thomas Temple et Hester Temple, ont déjà passé un accord avec Peter en 1625, par lequel ils quittent le manoir de Stowe, Buckinghamshire, et laissent Sir Peter l'occuper. Peter fait des changements considérables au bâtiment. De 1637 à 1643, Temple vit au n° 2-3 de Tavistock Row, à Covent Garden.